# Яковлев, Пётр Иванович
Петр Иванович Яковлев (ок. 1670 — 11 сентября 1718) — русский военачальник, генерал-майор (1711), один из верных и преданных слуг Петра I. После Полтавской баталии разгромил Запорожскую Сечь. Во время Северной войны назначен командовать экспедиционным корпусом в Польше, который должен был высадиться в Швеции.

## Биография
Из костромского рода Яковлевых. Принимая участие в военных забавах молодого царя-преобразователя, Яковлев в 1694 году присутствовал при кожуховских маневрах и затем был назначен во вновь сформированную Петром гвардию.
Участвовал в начавшейся в 1700 году Северной войне. В 1706 году в чине поручика лейб-гвардии Семёновского полка Яковлев направлен к войскам, действовавшим против Карла XII в Литве. К тому времени, русская армия была заблокирована шведами в Гродно, пробраться туда было крайне трудно, но Яковлев, переодевшись польским мужиком, благополучно проник в осаждённый город и передал главнокомандующему приказы Петра I. Осенью 1706 года, уже в чине капитана, участвовал в походе в Польшу в составе корпуса А. Д. Меншикова и Калишской битве, после победы доставил государю письмо от Меншикова и получил чин майора.
В 1708 году получил чин полковника и командование Московским драгунским полком. Война с шведами в это время осложнилась изменой запорожских казаков. После тщетных попыток уладить дело без крутых мер, Пётр, раздраженный неповиновением казачества, послал Меншикову грозный указ: взять и разорить Сечь. Во главе полков, посланных с этой целью в Запорожье, поставлен был Яковлев.
В первых числах мая 1709 года войска сели на суда в Киеве и спустились вниз по Днепру. У Переволочны они встретили несколько тысяч запорожцев, и Яковлев послал к ним парламентеров с требованием, чтобы «вины свои великому государю принести»; но казаки отказались повиноваться и, соединившись с переволочинскими жителями, вышли на бой. Яковлев вынужден был штурмовать крепость. В итоге, после отчаянного сопротивления и больших потерь с той и другой стороны, Переволочна была взята и сожжена.
У обоих Кодаков он встретил такое же сопротивление, а 11 мая подошел к самой Сечи. Здесь опять начались сперва переговоры и увещания покориться воле государя; запорожцы как будто даже обнаруживали склонность к тому, но это оказалось только хитростью: они хотели затянуть время, так как кошевой Сорочинский поехал в Крым за ордою. Узнав об этом, Яковлев решил и Сечь сломить оружием.
14 мая солдаты сели в лодки — так как с сухого пути приступа не было — и подплыли к крепости, но тут встретили сильный отпор и должны были отступить, потеряв до 300 человек убитыми; много офицеров было ранено; пленники, взятые казаками, были «срамно и тирански» умерщвлены. Но в тот же день показалось вдали какое-то войско; запорожцы подумали, что это идет к ним на помощь Крымская орда, и вышли было на вылазку, но жестоко обманулись: пришли на помощь к Яковлеву драгуны от генерала князя Г. С. Волконского с полковником Галаганом. Увидав свою ошибку, запорожцы пришли в замешательство; осаждающие устремились на них, ворвались в Сечь и овладели ею. В схватке большинство казаков было перебито; Сечь была разорена и выжжена. Получив известие об этом, Пётр был рад разорению «проклятого места» и, распорядившись оставить в Каменном Затоне несколько сот пехоты и конницы, велел деташементу Яковлева вернуться к армии.
После Полтавской победы Яковлев получил чин бригадира, в ближайшие за тем годы с пехотными полками находился в Польше при тамошнем резиденте князе Долгоруком, а в 1711 году направлен с драгунскими полками в Померанию. Общими усилиями союзников (русских, датчан и саксонцев) шведы были вытеснены из Померании, и тогда Яковлев получил приказ: отпустив часть войска к границам Валахии, с остальным идти в Данию.
В том же году по просьбе короля датского Пётр приказал произвести Яковлев в генерал-майоры, «если усмотрена будет впредь служба его». Таковая не заставила себя долго ждать. В январе 1712 года Яковлев находился уже в корпусе генерала Л. Н. Алларта, состоявшем в повелении и на содержании короля польского, а в следующем году вернулся опять к датскому двору. Последние сведения касательно служебной деятельности Яковлев относятся к 1716 году, когда он с тремя драгунскими полками послан был в Пруссию.
Согласно одному пункту инструкции, данной в 1712 году Девиеру, отправлявшемуся в Польшу, надо думать, что заграничная служба Яковлева была не только военной, но отчасти и дипломатической; так, по крайней мере, можно понимать приказание государя писать ему «цыфирью» в том случае, «ежели что по отъезде его (из Дании) будет противное чиниться», и, «прочее все осмотря», лично явиться к нему для доклада.
Скончался 11 сентября 1718 года «от горячки» в г. Лубны (Малороссия).

## Семья
Вдова гвардии майора Яковлева, Софья Дмитриевна, урождённая Соловьёва (1700—1767), в 1721 году вышла замуж вторично, за генерал-майора Михаила Матюшкина. 
В первом браке Яковлев имел детей Сергея, Пётра (1714—05.08 1779; генерал-майор, женат с 21 апреля 1779 года на парижанке Наталье Андреевне Гордье) и Наталью. Не сохранившееся надгробие в Чудовом монастыре на могиле последней ошибочно указывало 1769 год в качестве даты её смерти. Дочь эта, именем Наталья, вышла замуж за генерала Петра Ивановича Стрешнева и умерла в 1758/59 году. Надгробие установила на собственные средства её дочь Елизавета Петровна.